# バリー・ブキャナン
バリー・ブキャナン（Barry Buchanan、1968年1月15日 - ）は、アメリカ合衆国のプロレスラー。ケンタッキー州エディビル出身。
ブル・ブキャナン（Bull Buchanan）などのリングネームで知られ、アメリカではWWE、日本では全日本プロレスやプロレスリング・ノアを主戦場に活躍した。

## 来歴
1995年、ジョージア州北部のインディー団体NCWでデビュー。その後、ジム・コルネットが主宰するノックスビルのSMWに参戦し、ザ・パニッシャー（The Punisher）のリングネームでコルネットのボディーガード役を務めた。同時期、SMWはWWFと提携関係にあったため、1996年のSMW閉鎖後はWWFとデベロップメント契約を結び、同じくWWFの提携団体だったメンフィスのUSWAでキャリアを積んだ。
USWAではリーコン（Recon）と名乗り、軍人ギミックの超大型ユニット "トゥルース・コミッション" に加入。インテロゲーターと組んでUSWA世界タッグ王座を3回に渡って奪取した。
1997年6月末より、トゥルース・コミッションとしてWWFに参戦。スナイパーを加えたトリオのユニットとして、リージョン・オブ・ドゥームらと対戦するがブレイクには至らず、ブキャナンはファーム団体OVWで再調整することになった。
2000年3月、ブル・ブキャナン（Bull Buchanan）の名前でビッグ・ボスマンのパートナーとしてWWFに復帰。ボスマンの看守時代の仲間という設定のもと黒ずくめのSWATスタイルとなり、ボスマンと共にミスター・マクマホンの用心棒を務めた。タッグ戦線にも進出し、APAやハーディー・ボーイズとも抗争を行うが、6月に仲間割れを起こしてチームは解散。
翌7月よりスティーブン・リチャーズ率いる自主検閲同盟 "RTC" のメンバーとして登場。白いYシャツにネクタイ、黒いスラックス姿で試合を行い、11月6日にはザ・グッドファーザーと組んでWWFタッグ王座を獲得した。2001年のRTC解散後は再び2軍に降格。その後、2002年末にB2（Bスクウェア）と名前を改めジョン・シナと共闘するも、短期間で解雇された。
2003年10月より、TAKAみちのくの誘いで全日本プロレスに参戦。以降、最強外国人軍団 "RO&D" のメンバーとして活動し、2005年2月2日にはリコ・コンスタンティノと組んでアジアタッグ王座を獲得した。2006年のチャンピオン・カーニバルでは武藤敬司に勝利。しかし、同年9月17日のRO&Dvsブードゥー・マーダーズ "敗者チーム解散マッチ" において、ディーロ・ブラウンと共にTAKAと太陽ケアを裏切りブードゥー・マーダーズに加入した。
2007年5月、TAKAがプロレスリング・ノアでRO&Dを再結成したことに伴い、主戦場をノアに移す。ブルーザー・ブロディを彷彿させるようなシャウト、フードを脱ぐとクレ－ジーに豹変するという二重人格のギミック、そして自称「世界一の握力」から放つアイアン・ボムというフィニッシュ・ムーブを手に入れてブレイク。同年10月20日にはブラウンと組んでGHCタッグ王座を獲得した。
2000年代末からはSECW（サザン・エクストリーム・チャンピオンシップ・レスリング）など、ホームタウンのジョージアを拠点とするインディー団体に出場。2011年11月にはジョン・シナゆかりの人物としてB2名義でWWEのRAWにゲスト出演した。TAKAによれば、2013年1月の時点では長距離ドライバーを兼務しながらプロレスも継続しているとのことであった。
2014年11月23日、ジョージア州ボーデンで引退試合を行った。引退後はジョージア州の副保安官を務め、2019年より同州のインディー団体にゲスト出場している。

## 得意技
アイアン・クロー
フリッツ・フォン・エリックの必殺技の固有名称を受け継いでおり、正式名称はブレーン・クロー。顔面を片掌で掴み、そのまま握力を使って締めつける古典的なプロレス技。
アイアン・ボム
アイアン・クローをかけたまま相手を持ち上げ、チョークスラムのようにマットに叩き付ける技。フィニッシュ・ムーブとして多用。
アイアン・バスター
アイアン・クローをかけたまま仕掛けるSTO。
アイアン大外刈
アイアン・クローをかけたまま大外刈をかける技。この技を布石に使い、アイアン・ボムにいくコンビネーションがある。上記のアイアン・バスターと同一とされることが多い。
オールド・スクール
オリジナルはジ・アンダーテイカーがドン・ジャーディンから伝授されたムーブ。ブキャナンの場合、手刀以外にネックブリーカーのバリエーション（オールド・スクール・カッター）もある。
シザース・キック
前屈みになった相手の後頭部に向かって二段蹴り式の踵落としを放つ技。WWE在籍時および来日当初の決め技。
三角跳びラリアット
一旦セカンドロープに飛び乗り、さらにコーナーのトップロープに駆け上って反転し、ダイビング・ラリアットを放つ。WWE在籍時より用いている定番ムーブ。

## 獲得タイトル
USWA
- USWA世界タッグ王座：3回（w / インテロゲーター）[2]

WWE
- WWFタッグ王座：1回（w / ザ・グッドファーザー）[6]

全日本プロレス
- アジアタッグ王座：1回（w / リコ）[8]

プロレスリング・ノア
- GHCタッグ王座：1回（w / ディーロ・ブラウン）[10]

## 入場テーマ曲
- Wollt Ihr Das Bettin Flammen Sehen（Rammstein）